# Грушівка московська
Грушівка московська (Грушівка, Грушівка червона, Скороспілка; рос. Грушовка московская) — старовинний літній сорт яблуні, відомий не менше 200 років. 
Дерево виростає великим, сильно обростає листям по всій площі крони. У міру зростання, крона яблуні приймає форму кулі. Легко уражаються паршою.
Вік плодоносіння — 5-7 років, сорт урожайний, з одного дерева одержують до 200 кг яблук. Сорт Грушівка московська належить до найзимостійкіших.
Плоди дрібні (75 г і менше), округлі, жовтуваті з червоними смужками, при дозріванні легко обсипаються. Забарвлення нерівне, з рум'янцем і рожевими смужками. Яблука цього сорту дуже соковиті, солодкі, із сильно вираженим ароматом. Плоди дозрівають у першій половині серпня, можуть зберігатися 2-3 тижні. Перевезення яблук на великі відстані небажане, через швидкість втрати яблуками товарного вигляду.
Використовуються у свіжому вигляді, на сушку, варення, вино, консервування.
Сорт поширений в середній смузі Росії, Поволжі, Білорусі, Казахстані, а також на Уралі і в Сибіру. Крім Грушівки московської, відомі Грушівка кубанська (Росія), Грушівка зимова (Росія, Естонія), Грушівка Верненська (Казахстан).